# Жиров, Василий Иванович
Василий Иванович Жиров (1920 — ? (не позднее 1986)) — сверловщик Средневолжского станкостроительного завода, лауреат Сталинской премии 1952 года.

## Биография
Родился в с. Бартеневка Николаевского уезда Самарской губернии (сейчас Ивантеевский район Саратовской области).
С февраля 1940 года работал сверловщиком на Средневолжском станкостроительном заводе в г. Куйбышеве.
В октябре того же года призван на военную службу (сначала — Тихоокеанский флот, затем — 14-я гвардейская мехбригада, телефонист взвода связи роты. Награждён медалью «За отвагу» (24.05.1945).
В конце 1945 года демобилизовался и вернулся на завод, работал сверловщиком механического цеха крупных серий.
В 1949 году впервые в СССР применил скоростной метод резания металла на радиально-сверлильных станках, использовав при этом твердосплавные сверла, зенкера и развертки. Производительность труда увеличилась в четыре раза.
Разработал комбинированную заточку сверла — с подточкой и прорезкой поперечной кромки, а также с тройной заточкой режущих кромок под углами 118, 70 и 55 градусов.
Предложил и применил при обработке чугуна свёрла, армированные пластинками твёрдого сплава с двойным углом заточки на периферии заднего угла и пазом, прорезающим перемычку. Такие свёрла резко повысили скорость сверления.

## Сочинения
- Скoрoстнoе сверление чугуна [Текст] / Жиров Василий Иванович ; Всесоюз. о-во по распространению полит. и науч. знаний, Ленингр. Дом науч.-техн. пропаганды. — Ленинград : [б. и.], 1952. — 12 с. : черт. — (Стахановский листок. Ноябрь 1952 г. ; № 34 (194)).
- Мой опыт скоростного сверления [Текст] : Средневолж. станкостроит. завод / В. И. Жиров, сверловщик лауреат Сталинской премии ; М-во станкостроения СССР. — 2-е изд. — Москва : ЦБТИ, 1952. — 14 с. : ил.; 22 см.